# BRP Salvador Abcede (PG-114)
Le BRP Salvador Abcede (PG-114) l'une des six unités de classe Tomas Batillo de patrouilleurs côtiers de la marine philippine.

## Histoire
Ce patrouilleur est issue de la classe classe Chamsuri, navires d'attaque rapide de la marine de la République de Corée. Il portait l'immatriculation PKM-231 et a été lancé en 1970.
Il est entré en service le 22 mai 1996. Il a été modernisé en 2010 : renforcement de sa coque, remplacement des moteurs, des systèmes radar, de navigation et de communication. L'armement a été modifié pour inclure la grue et l'espace pour les bateaux en caoutchouc.

### Note et référence
- (en) Cet article est partiellement ou en totalité issu de l’article de Wikipédia en anglais intitulé « BRP Salvador Abcede (PG-114) » (voir la liste des auteurs).